# Tenukupara
Tenukupara är en ö och den enda byn på atollen Ahe(en)som ingår i Tuamotuöarna i Franska Polynesien. Byn ligger på den södra delen av atollen och har en uppskattad befolkning på omkring 100 personer.
I byn finns bland annat en kyrka, en grundskola, en mindre vårdcentral, en idrottsplan och ett kommunhus. Tenukupara fungerar även som atollens huvudhamn och ankringsplats.